# Ausschuss Normenpraxis

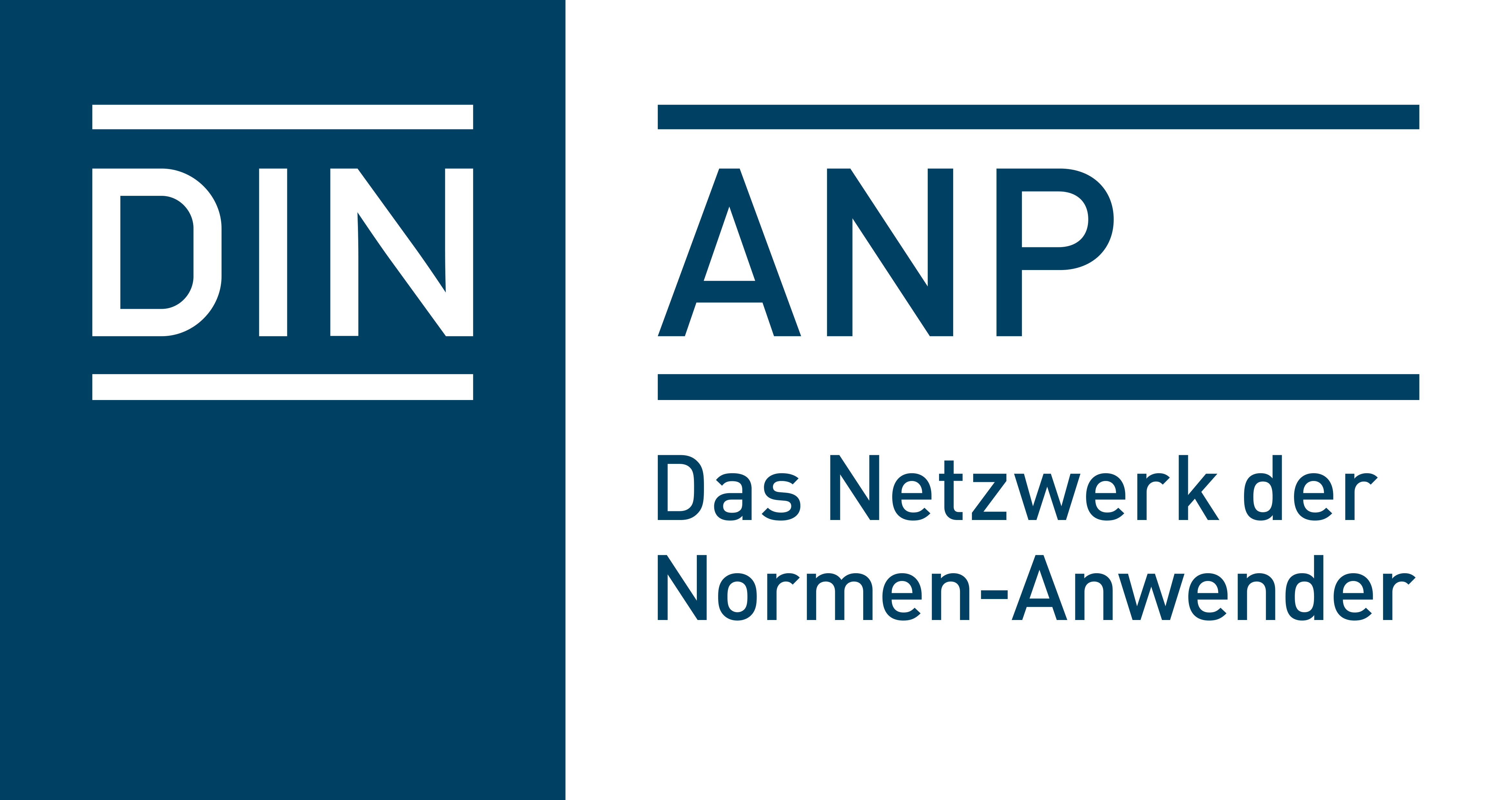
Logo des Ausschusses Normenpraxis

Der Ausschuss Normenpraxis (ANP) im DIN Deutsches Institut für Normung e. V. wurde 1919 gegründet und ist der Ausschuss der Normenanwender. Er fördert die Anwendung von Normen in der Wirtschaft, bildet eine Plattform für den Erfahrungsaustausch der Normungsverantwortlichen in den Unternehmen und unterstützt das DIN durch Stellungnahmen, die aus den in der praktischen innerbetrieblichen Normungsarbeit gewonnenen Erfahrungen resultieren. Er hilft so bei der Erarbeitung und Umsetzung von Lösungen für die Normenanwendung in unterschiedlichen Wirtschaftszweigen und Unternehmensgrößen.
Der ANP ist die Anlaufstelle für vielfältige Anfragen im Umfeld von Normung (u. a. zum Normenmanagement, der Normenanwendung, der europäischen und internationalen Normung, Richtlinienbezugnahme, Rechtsfragen, Produkthaftungsrisiken usw.). Er bietet insbesondere Fachleuten aus dem Normungsumfeld die Möglichkeit zu einem direkten Austausch zu Normungsfragen und -themen sowie praxisorientierte Weiterbildung.
Der ANP besteht aus einem Netzwerk von Regionalgruppen und Sektor-/ Themengruppen sowie einer Strategiegruppe zu Fragen der internationalen und europäischen Normung. Die Geschäftsstelle befindet sich im Hause des DIN.
Die im ANP organisierten Experten für Normung und Normen treffen sich regelmäßig deutschlandweit und stehen zudem über ein »elektronisches Komitee« in ständiger Verbindung, um zeitnah aktuelle Fragestellungen bearbeiten und lösen zu können.
Der ANP ist offen für alle an der Normung interessierten Kreise.

## Aufgaben des ANP
- Förderung der Einführung und Anwendung von Normen in den Unternehmen
- Unterstützung und Pflege des Erfahrungsaustausches zur inner- und überbetrieblichen Normungsarbeit
- Vertiefung des Verständnisses für die Normung
- Darstellung des Nutzens der Normung
- Identifikation von Schwierigkeiten bei der Normenanwendung und Erarbeitung von Lösungsvorschlägen
- Austausch mit der DIN-Gruppe (DIN, DIN Software und Beuth Verlag)
- Beteiligung an der internationalen Zusammenarbeit der Normenanwender
- Förderung der Weiterbildung